# Magny-Fouchard
Magny-Fouchard – miejscowość i gmina we Francji, w regionie Grand Est, w departamencie Aube.
Według danych na rok 1990 gminę zamieszkiwało 225 osób, a gęstość zaludnienia wynosiła 15 osób/km².

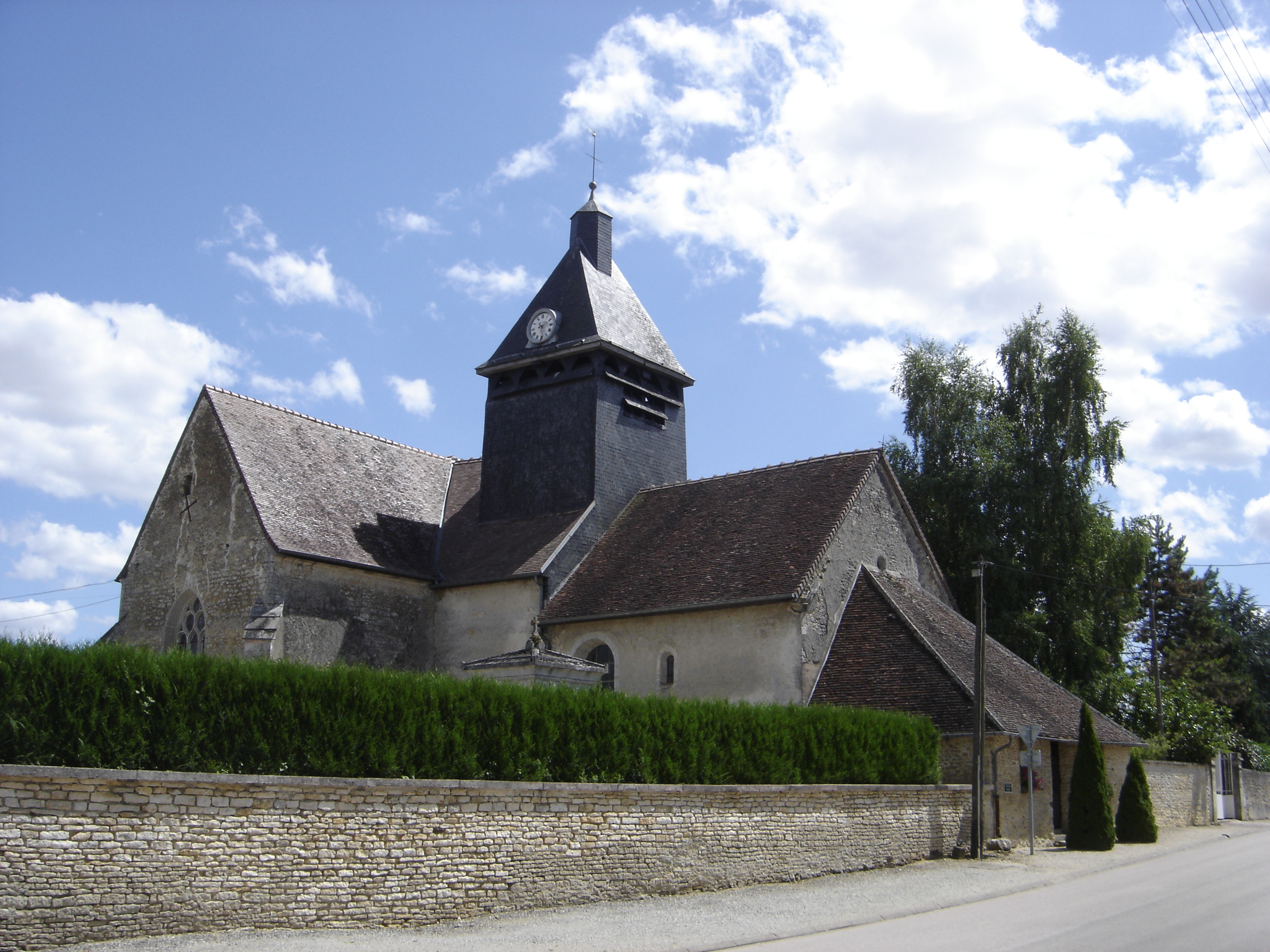
Kościół w Magny-Fouchard, 2009